# Spadino
Lo spadino (épée de cour in lingua francese, dress sword in lingua inglese, Degen in lingua tedesca), anche spadina o spadetta, è un'arma bianca manesca del tipo spada sviluppata nel XVIII secolo a partire dalla striscia seicentesca. Arma da duello e di rappresentanza, aveva lama lunga e molto sottile, in acciaio rigido, ed impugnatura ad una mano con guardia a cocchia e paramano. Funse da archetipo per lo sviluppo della spada da scherma moderna ed è ancora in uso presso le forze armate di diverse nazioni come arma distintiva dell'ufficiale.

## Descrizione
Lo spadino presenta una lama in acciaio rigido lunga mediamente 60-85 cm (rari gli esemplari con lama di 90 cm), atta unicamente a colpire di punta, come lo stocco, a sezione triangolare, ma, in alcuni esemplari, ancora capace di colpi di taglio come la striscia seicentesca, a sezione romboidale e con bordi taglienti. Alcuni spadini d'inizio XVIII secolo presentando lama a colichemarde.
L'elsa dell'arma venne sviluppata sul modello della striscia italiana e ha una manica ad una mano con una guardia a crociera rinforzata da una cocchia o da due o più valve, ricasso, archetti di rinforzo ed arco paramano. Questo assetto funse da archetipo per lo sviluppo della "impugnatura italiana" nelle armi della scherma sportiva. In Francia, lo spadino-fioretto sviluppò invece una guardia a doppio arco in forma di "8".
Trattandosi di armi destinate ad alti ufficiali delle forze armate, gli esemplari museali di spadino sono armi sontuosamente decorate, con complessi stilemi sbalzati sulla coccia o sulle valve della guardia, sull'arco para-mano e sul pomolo, con manica in materiale pregiato come l'avorio. Molto diffusa la pratica di azzurrare le lame e di decorare con agemina o koftgari.

## Storia
Al volgere del XVII secolo, il teatro bellico europeo andò incontro ad una delle sue più significative evoluzioni. La spada e la picca smisero di essere armi distintive del soldato di fanteria, cedendo il posto al moschetto dotato di baionetta, mentre la cavalleria affidava alla sciabola ed alla pistola la capacità offensiva dei propri membri. Fu in questo contesto che originò lo spadino, l'anello di congiunzione tra la scherma tradizionale e la scherma sportiva.

Nel corso del XVIII secolo si assistette a un significativo aumento della produzione libraria, da parte dei maestri di scherma, dedicata allo scontro con le armi bianche. Arma ormai precipua della nobiltà, degli alti ufficiali delle forze armate (ormai sempre più inquadrate con moderni criteri burocratici all'interno della "macchina" statale) e di specializzati cultori, la spada venne perfezionata nella sua forma onde diventare lo strumento per la "stoccata perfetta", completando il percorso cominciato nel corso del tardo Rinascimento quando, ancor prima della diffusione della sciabola, la scherma europea aveva diviso le armi destinate alle stoccate (striscia) da quelle destinate ai pesanti colpi di taglio (spadona). Come riporta Angelo Tremamondo: 
(Tremamondo 1763, prefazione.)
Ormai parte integrante del bagaglio culturale del gentiluomo, in un contesto sociopolitico europeo ove nobiltà e ricca borghesia andavano fondendosi in una nuova forma di patriziato, la scherma perfezionò, grazie allo spadino ed al fioretto, l'arma propedeutica utilizzata nelle palestre dei maestri per l'allenamento della stoccata, la pratica duellistica. Parallelamente, in un contesto bellico che avrebbe ancora visto il soldato appiedato servirsi di armi ibride, a mezza via tra la spadona e la baionetta inastata sulla canna del fucile, sino alla metà del XIX secolo, lo spadino divenne arma d'ordinanza distintiva degli alti ufficiali di fanteria.
Per un certo periodo, tra il XVIII ed il XIX secolo, lo spadino divenne anche un accessorio dell'abbigliamento cerimoniale maschile. Gli spadini decorativi avevano spesso l'elsa d'oro o d'argento, erano decorati da brillanti ed erano sorretti da nastri o galani.
Ufficiali di fanteria armati di spadino figurarono ancora tra gli schieramenti della Prima guerra mondiale e, seppur più raramente, della Seconda guerra mondiale. Al principio del XX secolo, lo Infantry Drill Regulations della U.S. Army prevedeva ancora l'addestramento del fante armato di fucile alla lotta baionetta-vs-spadino. Attualmente, lo spadino figura ancora nell'alta uniforme di taluni corpi di fanteria o tra i cadetti di accademia militari particolarmente prestigiose: esempi sono la Model 1840 army noncommissioned officers' sword degli ufficiali U.S. Army o la Tangente dei cadetti della École polytechnique di Parigi.

## Galleria d'immagini

Spadino
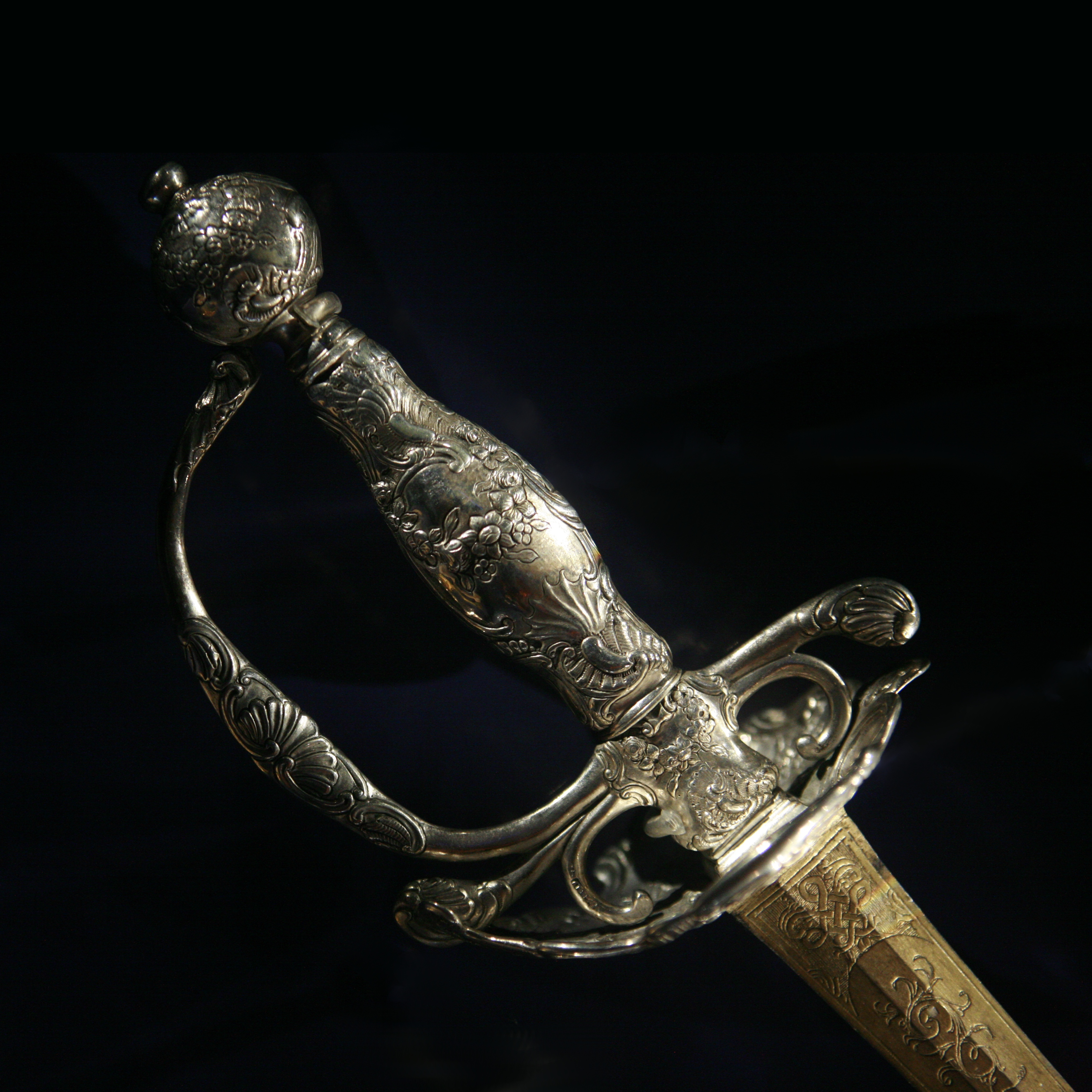
Spadino degli armaioli J.F. Senckeysen e J.J. Dörfer - Strasburgo, ca. 1765.
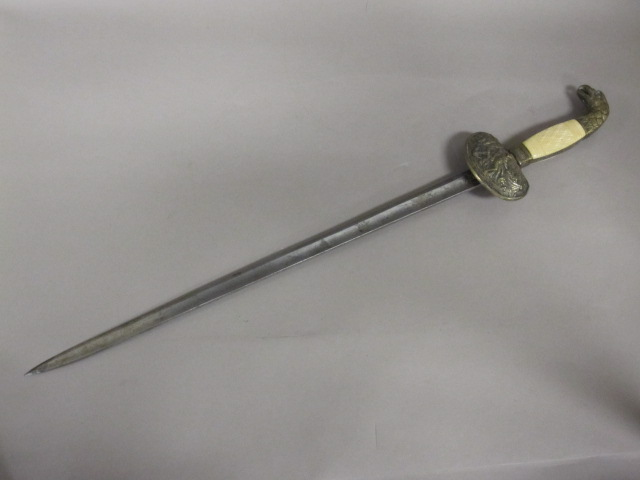
Spadino del Generale Ethan Allen.